# Chapel St Leonards
Chapel St Leonards est une paroisse civile et un village du Lincolnshire, en Angleterre.